# Talara synnephala
Talara synnephala är en fjärilsart som beskrevs av Dyar 1916. Talara synnephala ingår i släktet Talara och familjen björnspinnare. Inga underarter finns listade i Catalogue of Life.